# Присловье
Присловье — особый элемент фольклора.
Вот как определяет присловье Владимир Иванович Даль:
«Присловица, присловье — короткая речь с отдельным смыслом, вставляемая в разговор; пословица, поговорка» (Толковый словарь живого великорусского языка). Даль в своём определении не отделяет присловье от пословиц и поговорок. В «Словаре современного русского литературного языка» в 17 томах дано следующее толкование: «Присловье — пословица, поговорка». То же: присловица, присловка. Приведены такие цитаты:

[М. Лыков:] А старая присловица гласит,
Что слаще мёду ласковое слово.— Мей, «Царская невеста»

[Екатерина Ивановна:] Ну, ни пуху тебе, ни пера.
[Марат:] Зачем?
[Екатерина Ивановна:] Присловка такая. Для удачи.— Афиногенов, «Мать своих детей»

Казалось бы, ну как не знать
Иль не слыхать
Старинного присловья,
Что спор о вкусах — пустословье!— Козьма Прутков, «Урок внучатам»

Спознал Яким Прохорыч всю правду старого русского присловья: «не временем годы долги, — долги годы отлучкой с родной стороны».
— Мельников-Печерский, «В Лесах»
Толкование из «Толкового словаря русского языка» (С. И. Ожегов и Н. Ю. Шведова, М.: 2003) следующее: «Присловье — поговорка, вставляемая в речь ради украшения, увеселения, шутки, прибаутка».
Ещё одно определение дает Словарь русского языка под ред. А. П. Евгеньевой, М.: Русский язык, 1981—1988 гг.): «Присловье — поговорка, выражение, вставляемые в речь для украшения, для комического эффекта. У старика Гордеева любимое присловье: „Эх, шашки-деревяшки!“» (Гладков, «Энергия»).

## Отличительные особенности присловья
По всем приведённым толкованиям присловья трудно совершенно чётко разобраться в том, чем же всё-таки отличается присловье, например, от пословиц. Пословица говорится к определённому кругу жизненных ситуаций, имеет большую степень обобщения, выражает, часто аллегорически, целый ряд сходных жизненных положений. Возьмём, например, пословицу: «Заставь дурака Богу молиться, он и лоб расшибёт». Эта пословица описывает все те ситуации, в которых некто, выполняя пустяковое поручение, так переусердствует, что не достигнет нужного результата.
Присловье же говорится «при слове». Присловье предполагает диалог: один говорит некоторое «слово», другой отвечает присловьем. Например, один говорит другому: «Дурак», а тот ему в ответ: «От дурака слышу!» Вот оно — присловье.
Примеры: Один говорит: «Мне кажется…», его слушатель сразу ему в ответ: «Когда кажется, креститься надо!»
Или
«Как дела?» В ответ: «Как сажа бела».
Такие присловья-ответы, как правило, содержат в себе иронию, насмешку.
Присловье — это плохо исследованная область фольклора. По одним только толкованиям, приведённым выше, можно сделать вывод о том, что в понятие присловье «свалили» всё: и пословицы, и поговорки, и шутки-прибаутки, и повторяющиеся в речи кого-нибудь выражения...
В журнале «Русская речь» (№ 5, 1985 г.) есть небольшая статья кандидата филологических наук В. М. Глухова, в которой учёный отвечает на вопрос читателя журнала: «Что такое присловье? Какими признаками оно обладает и чем отличается, например, от пословиц и поговорок?» Это как раз тот вопрос, который здесь исследуется. Поэтому уместно привести конспективное изложение данной статьи.
«Одним из главных смысловых и структурных свойств присловья является его чёткое деление на две части, представляющие собой своего рода диалог. Вот примеры: Был — да сплыл; Был — да весь вышел; Было масло — да погасло; Выйдет толк — останется бестолочь; Выкрасить — да выбросить; Глаза по ложке — не видят ни крошки; Глянешь да завянешь; Легко сказать — да трудно сделать.
Основной, смысловой частью присловья является вторая: здесь кратко и выразительно дан однозначный ответ или чаще отрицательная оценка названного ранее факта. Таким образом, обе части присловья — своеобразные антонимы. Первый участник диалога желает получить подтверждение со стороны собеседника (положительное начало, утверждение факта). Второй же говорящий, как правило, отрицает факт, даёт ему негативную оценку. Он противопоставляет свою точку зрения первому говорящему: выйдет толк (полагает первый) — останется бестолочь (утверждает второй); ему везёт (завидует первый) — как утопленнику (возражает второй); это гости (радуется первый) — гости, от которых ноют кости (искренне признаётся второй); два класса окончил (доволен первый) — два класса, а третий коридор (иронически оценивает второй)».
«Иногда второй участник диалога высказывает замечания шутливого характера: [один из собеседников тщательно умывается] — другой насмешливо предсказывает: сороки на гнездо унесут; [кто-то плачет] — золотая слеза не выкатится, то есть ничего с ним не случится, сам утешится; [кто-то говорит: интересно!] — интересно карга пляшет; [первый мечтает, строит планы] — на то же место и сядешь; [осталось что-либо, ещё имеется] — остались от жилетки рукава.
В некоторых присловьях первая часть может опускаться, хотя она известна из диалога и легко восстанавливается, „вспоминается“: [кто-либо плохо себя ведёт] — за ушко да на солнышко; [в доме беспорядок, никто не помогает] — от чего ушла к тому и пришла.
Присловье к слову, вернее, к факту молвится, оно не претендует на обобщение, а выступает как попутное, но чёткое и однозначное осмысление определённого действия, события: [он хороший, — говорит о ком-либо первый собеседник] — чаще бы их сеяли, да реже бы они всходили [не соглашается второй]. Здесь второй участник диалога высказывает своё, собственное суждение. (В этом случае второй собеседник может ответить и таким присловьем: хороший, когда спит зубами к стенке. — М. Н.)
Таким образом, присловье — это выражение, употребляемое с целью яркой и однозначной оценки предмета разговора».
Автор статьи указывает на такую характерную особенность присловья, как отсутствие скрытого смысла, в отличие от фразеологизма. Все фразеологизмы, как правило, требуют раскрытия этого скрытого смысла, толкования, например: балясы точить — заниматься праздным, пустым разговором, болтать. То, о чём говорится в присловье, не требует расшифровки; его значение совершенно понятно из того слова или факта, к которому оно говорится.
Хотя есть у присловья ряд характерных признаков, отличающих его от пословицы, не всегда можно провести чёткую грань между пословицей и присловьем.